# Nakajima Reiji
Reiji Nakajima (sinh ngày 23 tháng 6 năm 1979) là một cầu thủ bóng đá người Nhật Bản.

## Sự nghiệp câu lạc bộ
Reiji Nakajima đã từng chơi cho Ventforet Kofu.